# Marsouin de Burmeister
Phocoena spinipinnis
Pour les articles homonymes, voir Marsouin et Burmeister.
Espèce
Statut de conservation UICN

 NT  : Quasi menacé
Statut CITES
Le Marsouin de Burmeister, (Phocoena spinipinnis) est une espèce de mammifère marin de la famille des Phocoenidae.
Il semble avoir aussi l'appellation de marsuin spinipenne, mais cela n'est attesté que par une source non-francophone qui n'est corroborée nulle part ailleurs.

Il est relativement mal connu, notamment en ce qui concerne son statut vis-à-vis de l'extinction éventuelle.

## Répartition

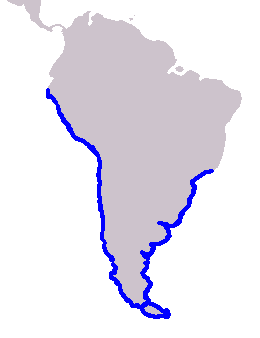
Répartition du marsouin de Burmeister

Il fréquente les côtes Atlantique et Pacifique de l’Amérique du Sud.